# Haus Gospertstraße 42

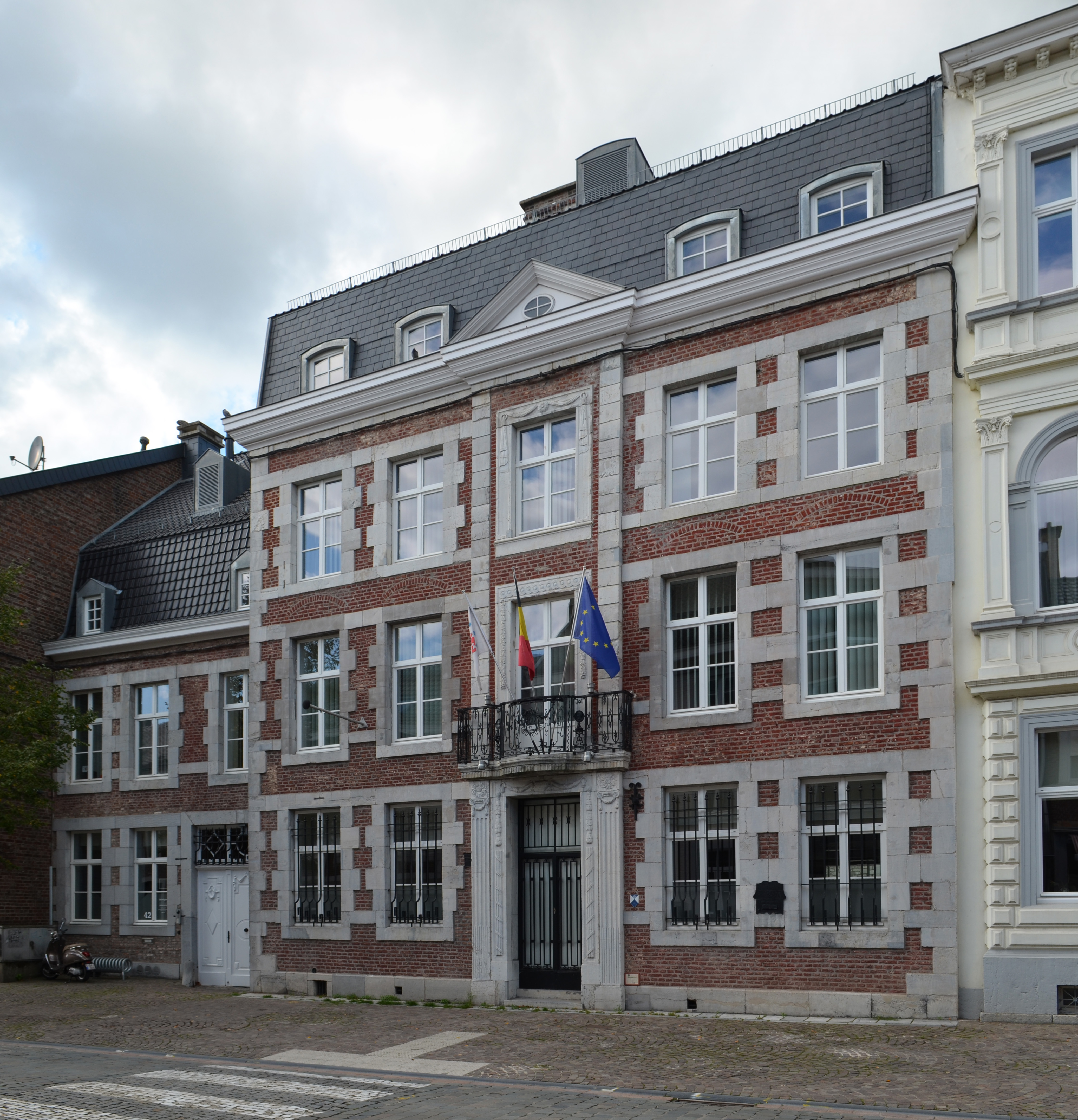
Haus Gospertstraße 42

Das Haus Gospertstraße 42 ist ein ehemaliges Bürgerhaus in Eupen in der Deutschsprachigen Gemeinschaft (DG) von Ostbelgien. Es wurde in der ersten Hälfte des 18. Jahrhunderts im Stil des Barock erbaut und 1983 unter Denkmalschutz gestellt. Seit dem Jahr 2009 beherbergt der Gebäudekomplex die Büros der Euregio Maas-Rhein und das Büro des Ministerpräsidenten der Deutschsprachigen Gemeinschaft. Der eindrucksvolle Gemeinschaftsgarten mit Haus-Nummer 40 wurde 1984 als „geschützte Landschaft“ separat unter Denkmalschutz gestellt.

## Geschichte
Der Bau des Hauses Gospertstraße 42 geht auf Massir Cornel de Reul zurück, der das Anwesen 1773 dem Bürgermeister Michael Schmitz verkaufte. Nur zwei Jahre später übergab Schmitz das Anwesen seinem aus Anholt zugezogenen Schwiegersohn und Tuchfabrikanten Nicolaus Leopold Ludwig The Loosen (1747–1800). Dieser vererbte das Haus seinem Sohn Reiner Bertram The Loosen (1778–1847), der dort als „Marchande fabricante de Draps, wohnhaft in rue de Gospert“ vorrangig in den beiden langen Flügeln hinter dem Wohnhaus mehrere Textilateliers unterbrachte. Anschließend bewohnte dessen Sohn und Textilunternehmer Julius The Losen das Anwesen, der es um 1850 erstmals grundlegend restaurieren ließ.
Nach dessen Tod wurde das vormalige Bürgerhaus zu einem Bankgebäude umgerüstet und ab 1896 von der Eupener Kreditbank, ab 1927 von der Banque de Verviers und schließlich von der Banque de la Société Générale de Belgique, die heutige BNP Paribas Fortis, übernommen. Anschließend kam im Jahr 1986 der Gebäudekomplex in den Besitz der Stadt Eupen, die dort  eigentlich das Stadtmuseum Eupen einquartieren wollte, doch stattdessen die Räumlichkeiten für die vorübergehende Unterbringung von acht Schulklassen der Städtischen Grundschule Oberstadt für drei Millionen Belgische Franken umrüsten ließ. Schließlich erwarb die Verwaltung der Deutschsprachigen Gemeinschaft Mitte der 2000er-Jahre die gesamte Immobilie und ließ diese für 7,4 Millionen Euro als Amtssitz des Ministerpräsidenten der DG umbauen. Mit dem Einzug des Ministerpräsidenten im Jahr 2009 verlegte zugleich auch das Büro der Euregio Rhein-Maas ihren Sitz in das Haus Gospertstraße 42.

## Baucharakteristik

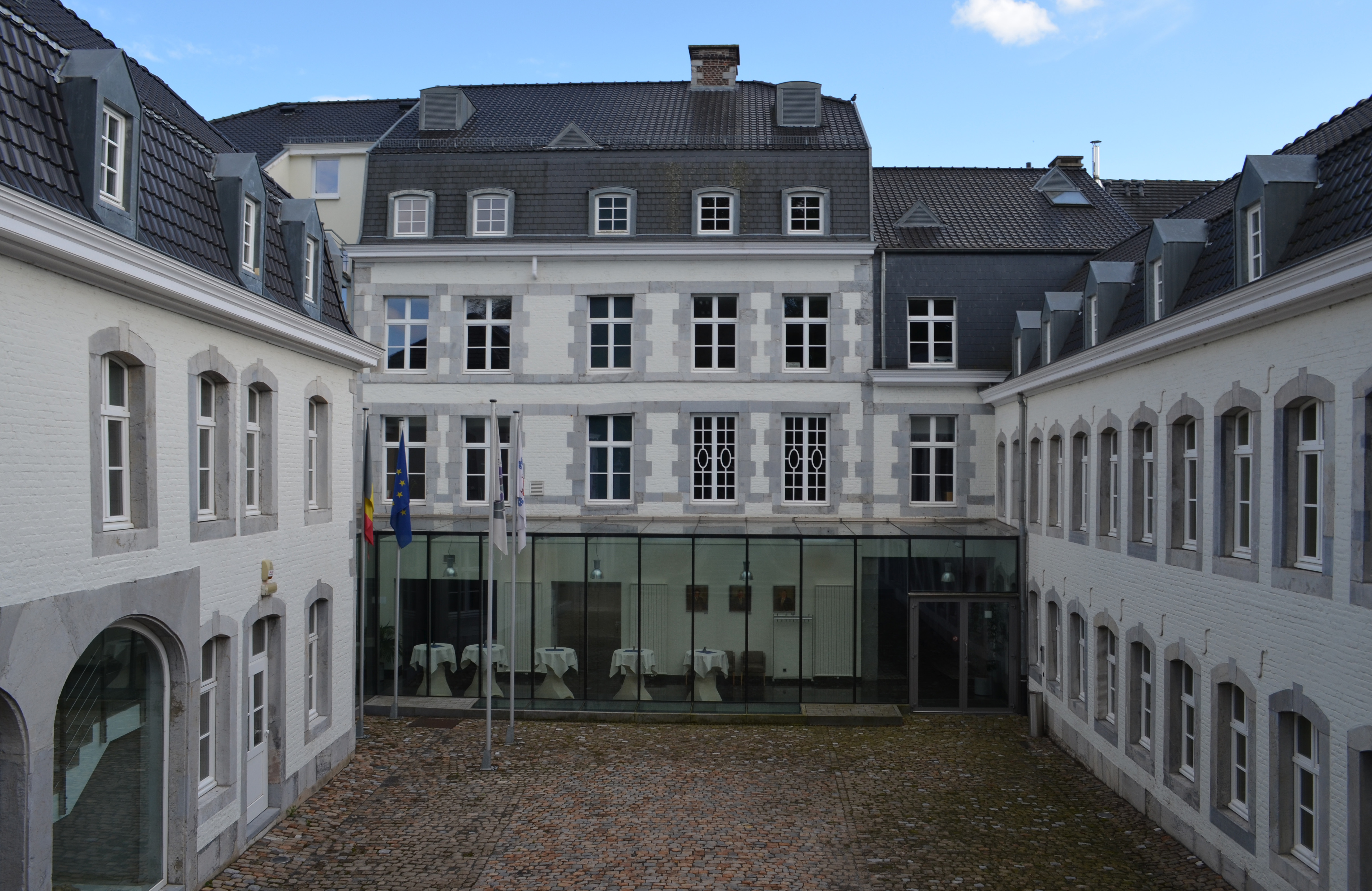
Gesamtansicht Rückseite mit Flügelanbauten und Innenhof

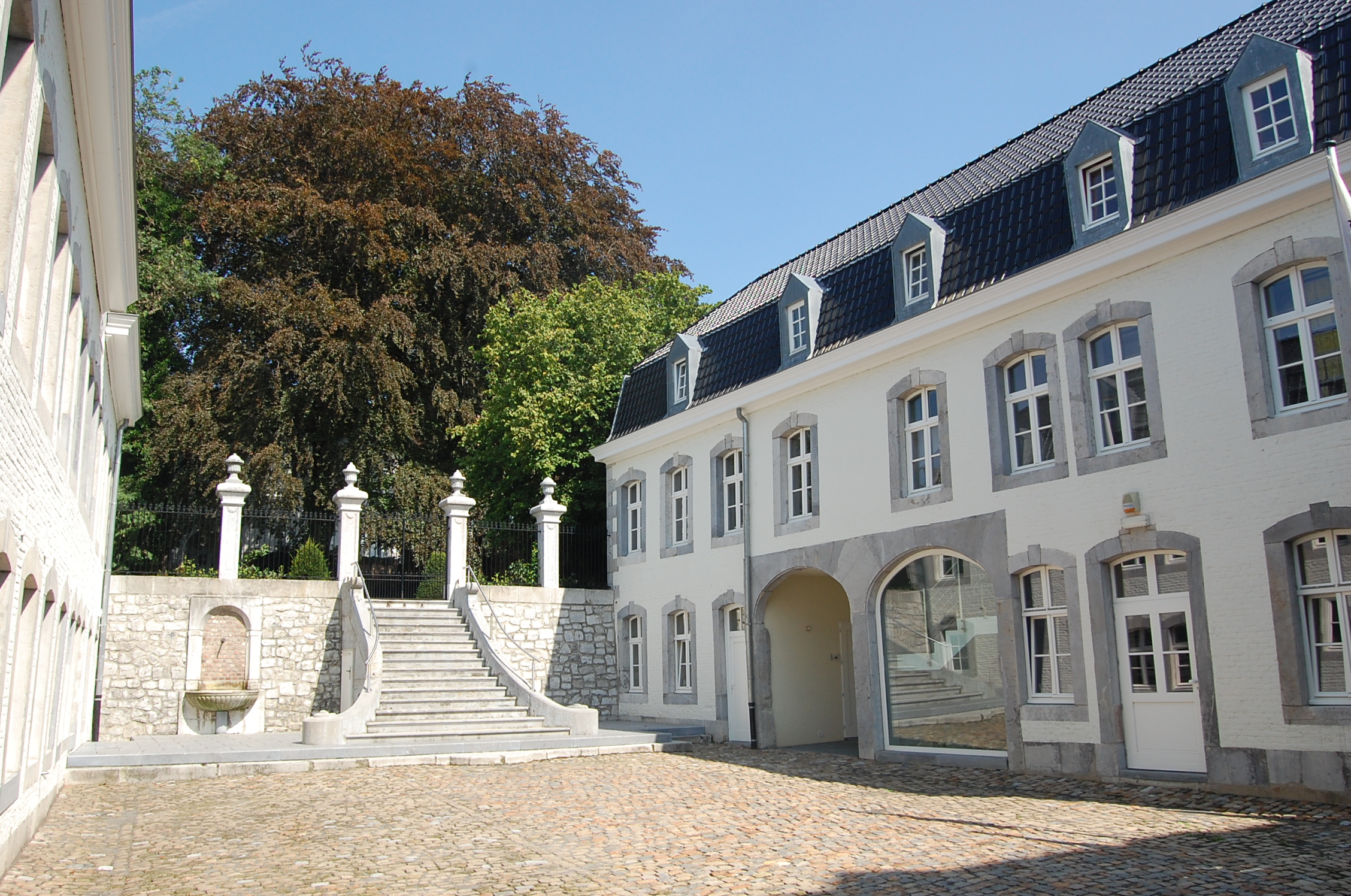
Innenhof mit Hofeinfahrt und Freitreppe zum Garten

Bei dem Bürgerhaus handelt es sich um ein fünfachsiges dreigeschossiges Gebäude in Ziegelsteinbauweise mit hervorgehobenem Mittelrisalit. Es steht auf einem mit großen Blausteinquadern ausgestatteten flachen Sockel und wird nach oben von einem ausgebauten Mansarddach über ein breit vorragendes Gesims abgeschlossen. Im Dach sind je Traufseite vier Dachgauben eingelassen und  mittig überragt ein Kamin mit Eckquadern in Zahnschnittfolge das Ensemble. Die Fassade wird durch Eckquader ebenfalls in Zahnschnittfolge begrenzt, wogegen der Mittelrisalit durch Eckquader in gerader Folge sowie durch einen kleinen Dachgiebel mit ovaler Luke betont wird.
Die hohen rechteckigen Fenster sind mit Gewänden aus Blaustein in Zahnschnittfolge ausgestattet, deren Stürze und auch deren Sohlbänke in der oberen Etage sich als Gesimsbänder fortsetzen. Die Gewände des Haupteingangs, der Balkontür im ersten Obergeschoss und dem darüber liegenden Fenster in der Mittelachse sind mit dekorativen Motiven im Empirestil verziert. Der schmale halb abgerundete Balkon über dem Haupteingang ist mit einem reich verzierten schmiedeeisernen Gitter gesichert, in dem drei Halterungen für die Flaggen der DG, Belgien und der EU eingelassen sind. Die Rückfassade des Wohnhauses ist gestrichen und im Parterre durch einen gläsernen Gang stark verändert.
Links neben dem Hauptgebäude zeigt sich ein kleinerer zweigeschossiger dreiachsiger Anbau mit Doppelmansarddach, an deren rechter Achse die ehemalige und heute nach hinten geschlossene Hofeinfahrt eingebaut ist. Fassade, Fenster und Details sind gleich gestaltet wie bei dem Haupthaus. Nach hinten setzt sich dieses Gebäude über die zwei äußeren Achsen als linker sechzehnachsiger zweigeschossiger Flügel fort, dem vom Hauptgebäude abgehend ein kürzerer rechter Flügel im gleichen Stil gegenübersteht, beide mit getünchten Ziegelsteinfassaden und aufgesetztem Mansarddach sowie Blausteingewände um die Stichbogenfenster. Im rechten Flügel sind mittig zwei Tordurchfahrten eingelassen, von denen die rechte jedoch als Treppenhaus ausgebaut ist und nur die linke als eigentliche und auch einzige Einfahrt in den Innenhof dient.
Das Haupthaus bildet mit seinen beiden Flügeln einen großen gepflasterten Innenhof, der gartenseitig mit einer hohen Stützmauer abgeschlossen ist, die mittig Platz macht für eine große fünfzehnstufige Freitreppe als Zugang zum Garten. Links dieser Freitreppe ist in die Stützmauer eine große rundbogige Nische mit einem muschelförmigen Brunnenbecken eingebaut. Auf die Stützmauer aufgesetzt befinden sich vier hohe viereckige mit Flammentöpfen verzierte Blausteinpfeiler, zwischen denen und zu den ersten Obergeschossen der jeweiligen Hausflügel geschwungene schmiedeeiserne Gitter mit Rundeisenstäben und  Lanzenspitzen sowie mittig die große schmiedeeiserne Doppelflügeltür eingelassen sind.

### Garten

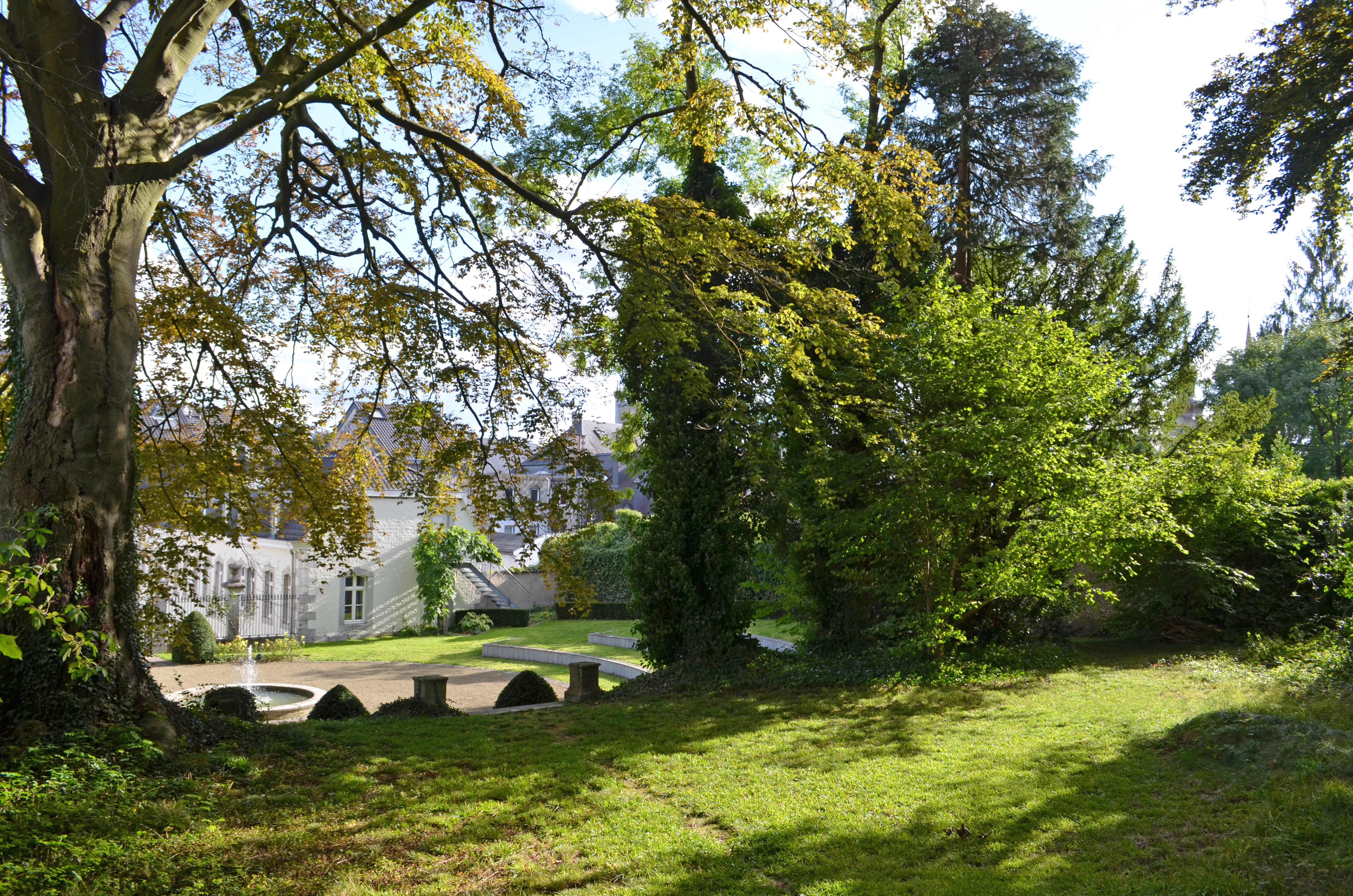
Garten Gospertstraße 40–42

Der unter Schutz gestellte Garten weist einen alten Baumbestand auf, der hauptsächlich aus Buchen besteht. Die Umfassungsmauern des gesamten Gartens sind bis auf eine Ausnahme aus Ziegelstein unterschiedlichen Alters errichtet. An seiner Ostseite befindet sich eine weitere kleine erhöhte Gartenfläche, die mit einigen Stufen erreichbar ist und über die der Zugang zum Hinterhof des Hauses Gospertstraße 52, dem heutigen Stadtmuseum Eupen, ermöglicht wird. Diese kleine Gartenfläche ist geschmückt mit kurzen Säulen, auf denen Köpfe mythologischer Gestalten aufgesetzt sind, sowie mit verzierten Blausteinpfeilern.
Schmuckstück des Gartens ist der kreisrunde Springbrunnen in seiner ursprünglichen Blausteinumfassung auf einer geschotterten Fläche in der Sichtachse zum Hauptgebäude. Die Schräge des Gartens wird durch mehrere ebenfalls mit Blausteinen eingefasste Abstufungen ausgeglichen, die sich halbkreisförmig dem Rund des Brunnenplatzes anpassen.
Am nördlichen Rand des Gartens befinden sich abgetrennt durch eine niedrige Mauer und einen einfachen Zaun die ehemaligen Atelierhäuser von The Losen, die heutzutage allesamt zu den Wohnhäusern der Adresse Heggenstraße 21–23 gehören. Sie sind in schlichtem Ziegelstein mit Blausteinapplikationen gehalten und zur Gartenseite mit kleinen Rechteckfenstern bestückt. Auffallend ist der wuchtige unten offene und im Obergeschoss geschlossene gartenseitige Verandavorbau im mittleren Haus (Heggenstraße 23), dessen schmiedeeisernes Balkongitter die Initialen von The Losen zeigen. Zu diesem Gebäudekomplex soll es den Überlieferungen nach einst einen Tunnel gegeben haben, der ausgehend vom Fuße der Freitreppe im Innenhof des Hauptgebäudes bis zum Keller des Verandavorbaus im hinteren Garten geführt haben soll.

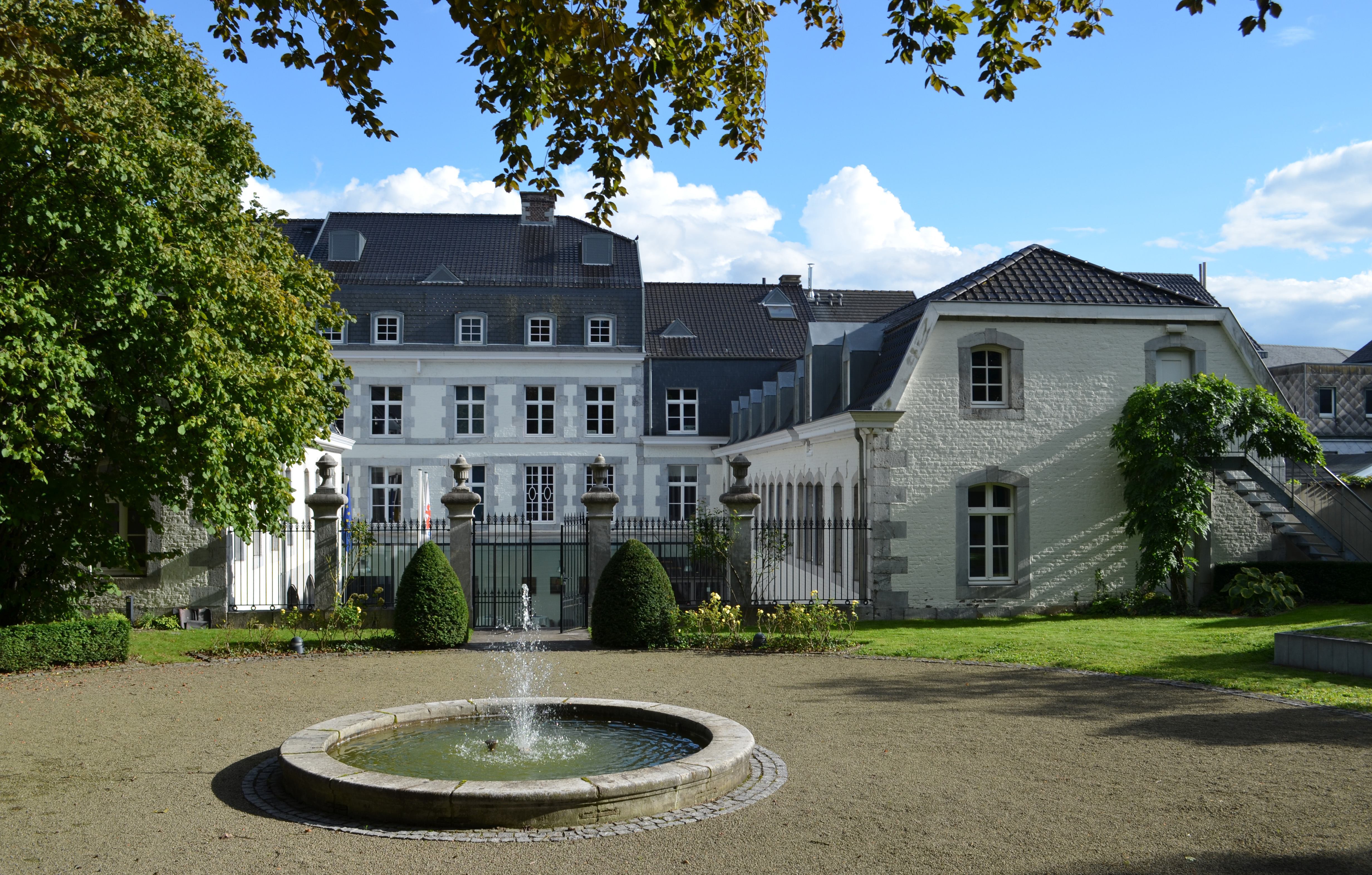
Rundbrunnen
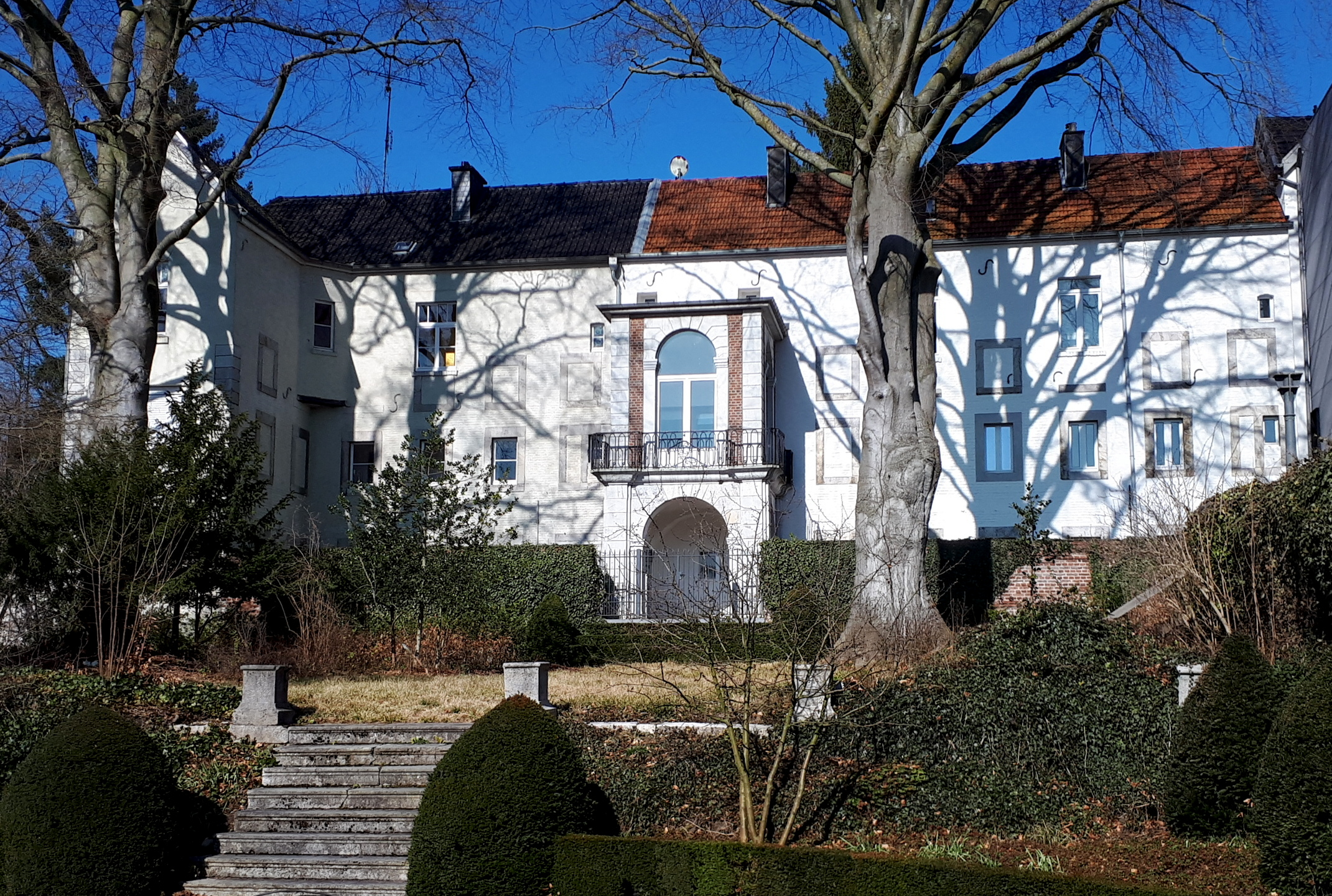
Ehemalige Ateliergebäude; Veranda mit Insignien The Losen im Balkongitter
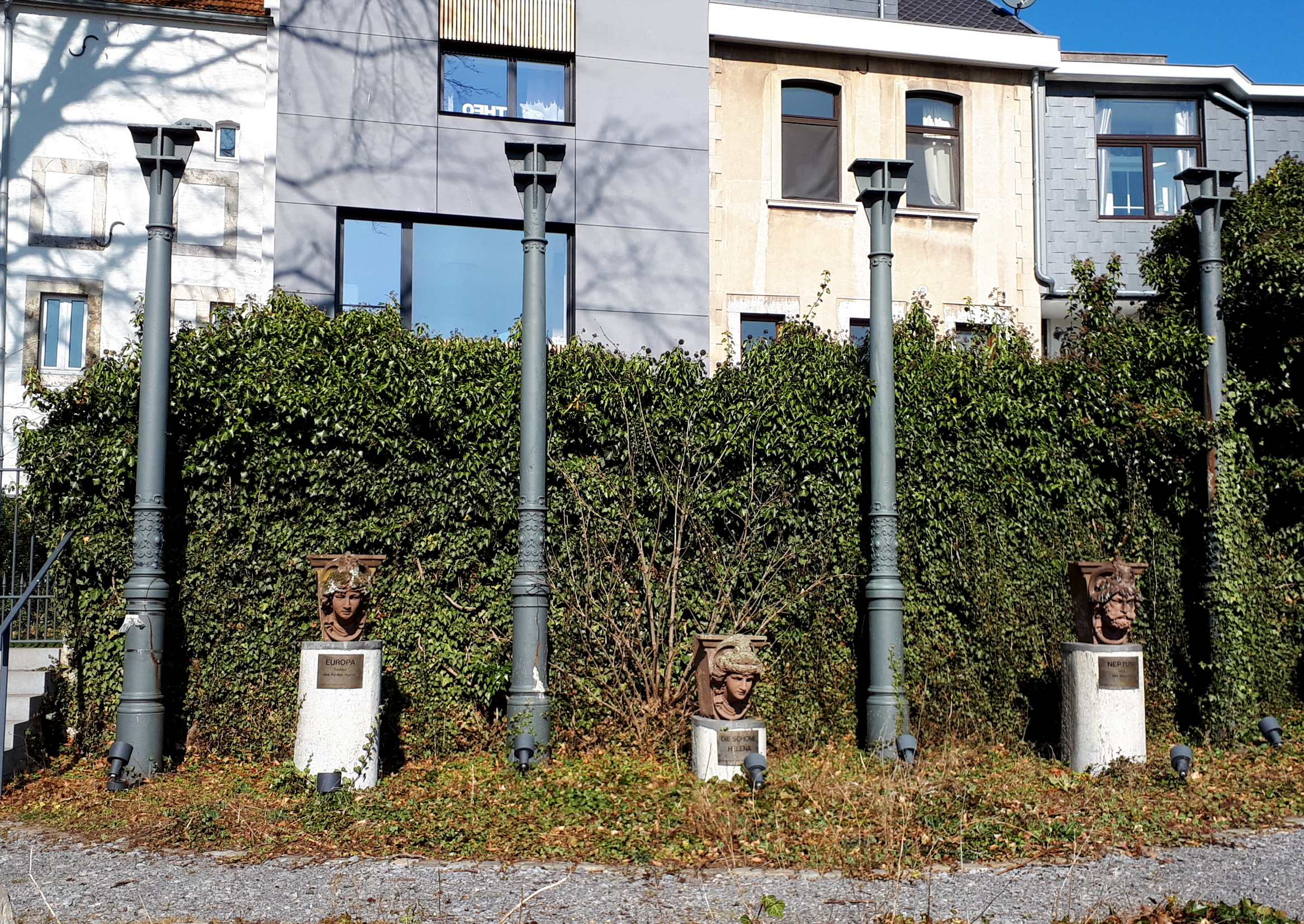
Säulen und mythologische Skulpturen
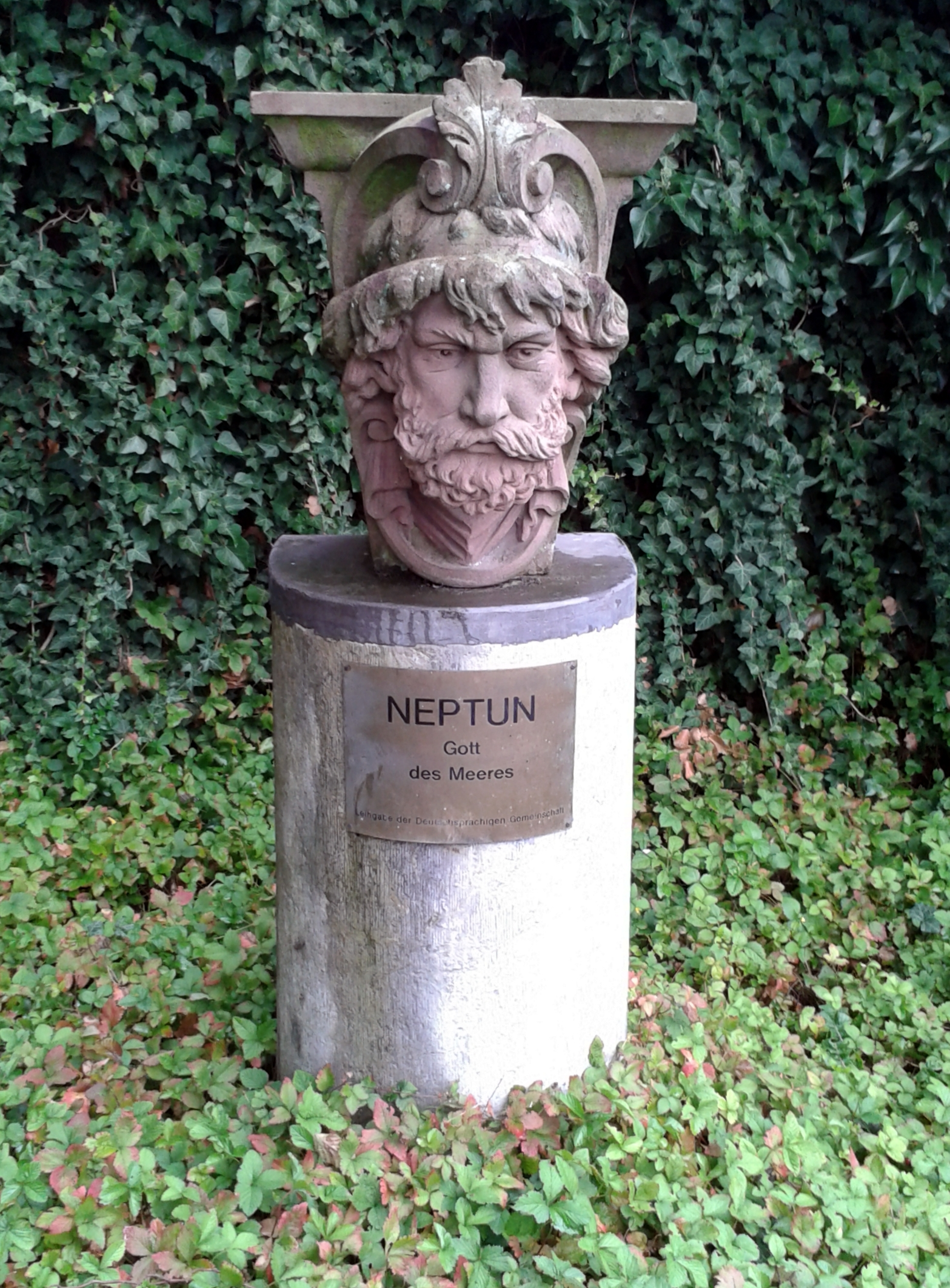
Neptunskulptur